# Mistra Battery
Die Mistra Battery ist eine während der Herrschaft des Johanniterordens im 18. Jahrhundert erbaute Befestigungsanlage auf der Insel Malta. Sie galt bereits vor ihrer 2013 begonnenen Restaurierung als besterhaltene historische Batterie der Insel.

## Geschichte
Die Johanniter hatten Malta im 17. Jahrhundert unter den Großmeistern Wignacourt, Lascaris und de Redin mit einem dichten Netz von Küstenwachtürmen ausgestattet. Deren Aufgabe bestand vor allem darin, die Annäherung einer feindlichen Flotte frühzeitig zu erkennen und die Garnisonen in den befestigten Städten zu alarmieren. Im 18. Jahrhundert änderte sich die Verteidigungsstrategie des Ordens dahingehend, dass nun der Anspruch bestand, feindliche Flotten aktiv zu bekämpfen und den Gegner an einer Landung auf den Inseln zu hindern. Flache Küsten wurden durch die Einrichtung gut bewaffneter Batterien und durch den Bau von Redouten geschützt. Die Baupläne wurden 1714 durch Jacques de Camus d’Arginy, Bernard de Fontet und François Bachelieu ausgearbeitet. Ein einflussreicher Fürsprecher des Projekts war der französische Großprior des Ordens, Philippe de Vendôme, der persönlich 40.000 Scudi zur Verfügung stellte.
Gemeinsam mit der Buġibba Battery und der Arrias Battery sollte die Mistra Battery St Paul’s Bay und deren Nebenbucht Mistra Bay verteidigen. Ihr Bau war bereits in den Plänen von 1714 vorgesehen, ging aber nur schleppend voran. Ein Dokument aus dem Jahr 1743 belegt, dass ihre Blockhäuser zu dieser Zeit noch keinerlei Dachkonstruktionen aufwiesen. Der maltesische Historiker Stephen C. Spiteri ist der Auffassung, dass die 1714 begonnene Batterie ursprünglich nur als Geschützplattform gebaut und erst unter Großmeister Manuel Pinto de Fonseca – wahrscheinlich 1861 – mit einer landseitigen Befestigung ausgestattet wurde. Zu dieser Zeit befanden sich auf der Geschützplattform neun Kanonen, drei 24-Pfünder und sechs 8-Pfünder. Schon 1770 soll sich nur noch eine Kanone, ein 8-Pfünder, in der Batterie befunden haben, 1785 keine mehr. Am Beginn des 20. Jahrhunderts dienten die Gebäude als Station der Küstenwache zur Bekämpfung des Schmuggels.
Seit 1995 steht die Mistra Battery unter der Nummer 1397 auf der Liste der Kulturgüter von Malta (National Inventory of the Cultural Property of the Maltese Islands).

## Beschreibung

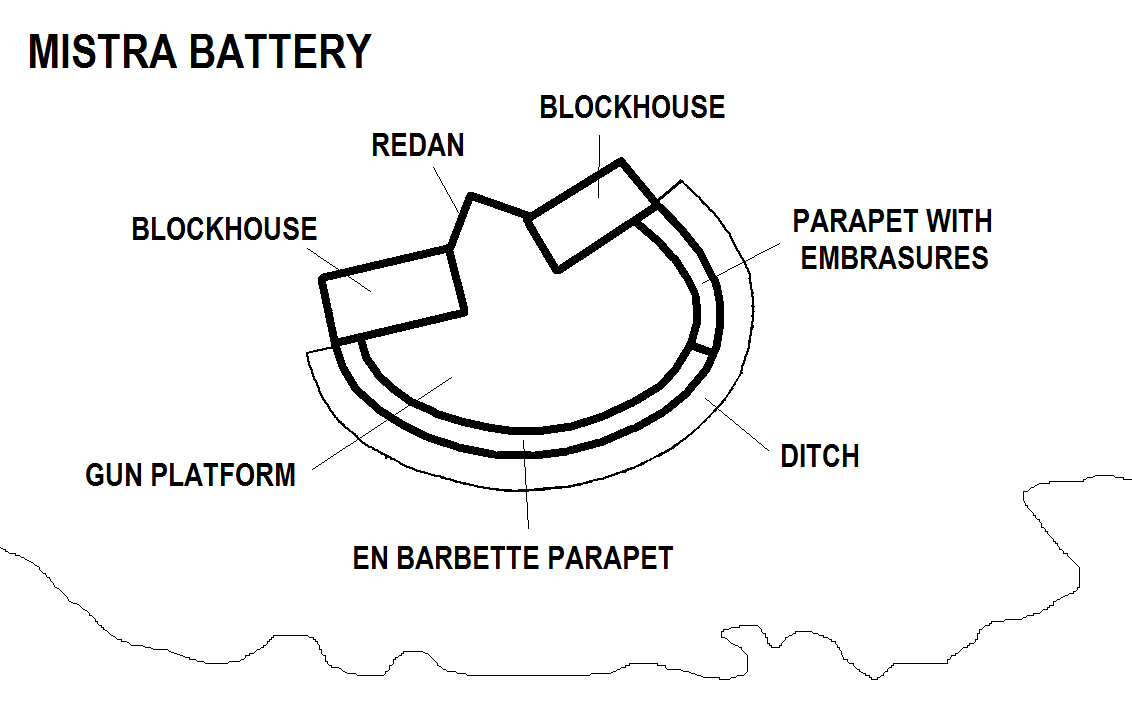
Grundriss der Mistra Battery

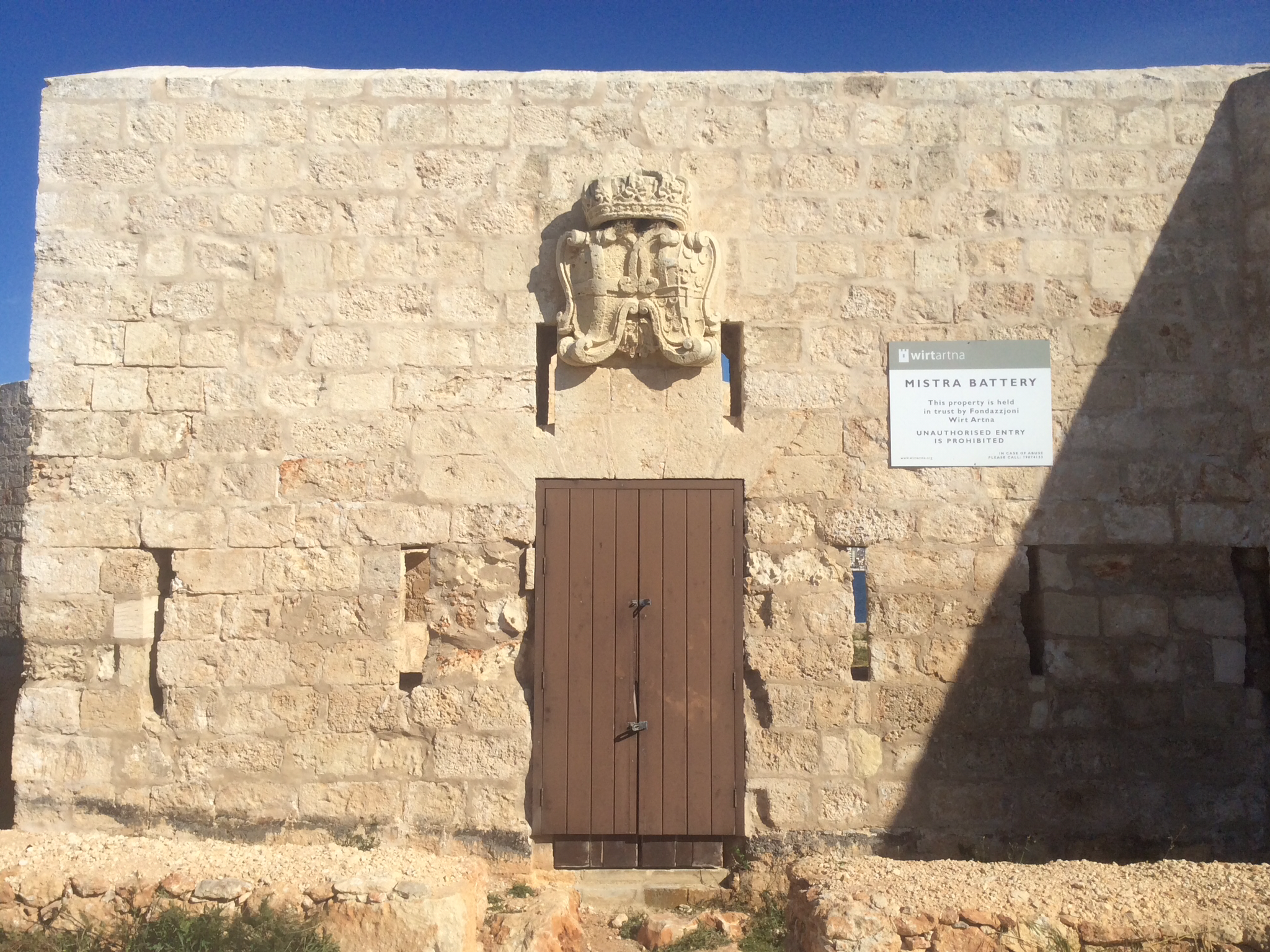
Eingang mit Wappen

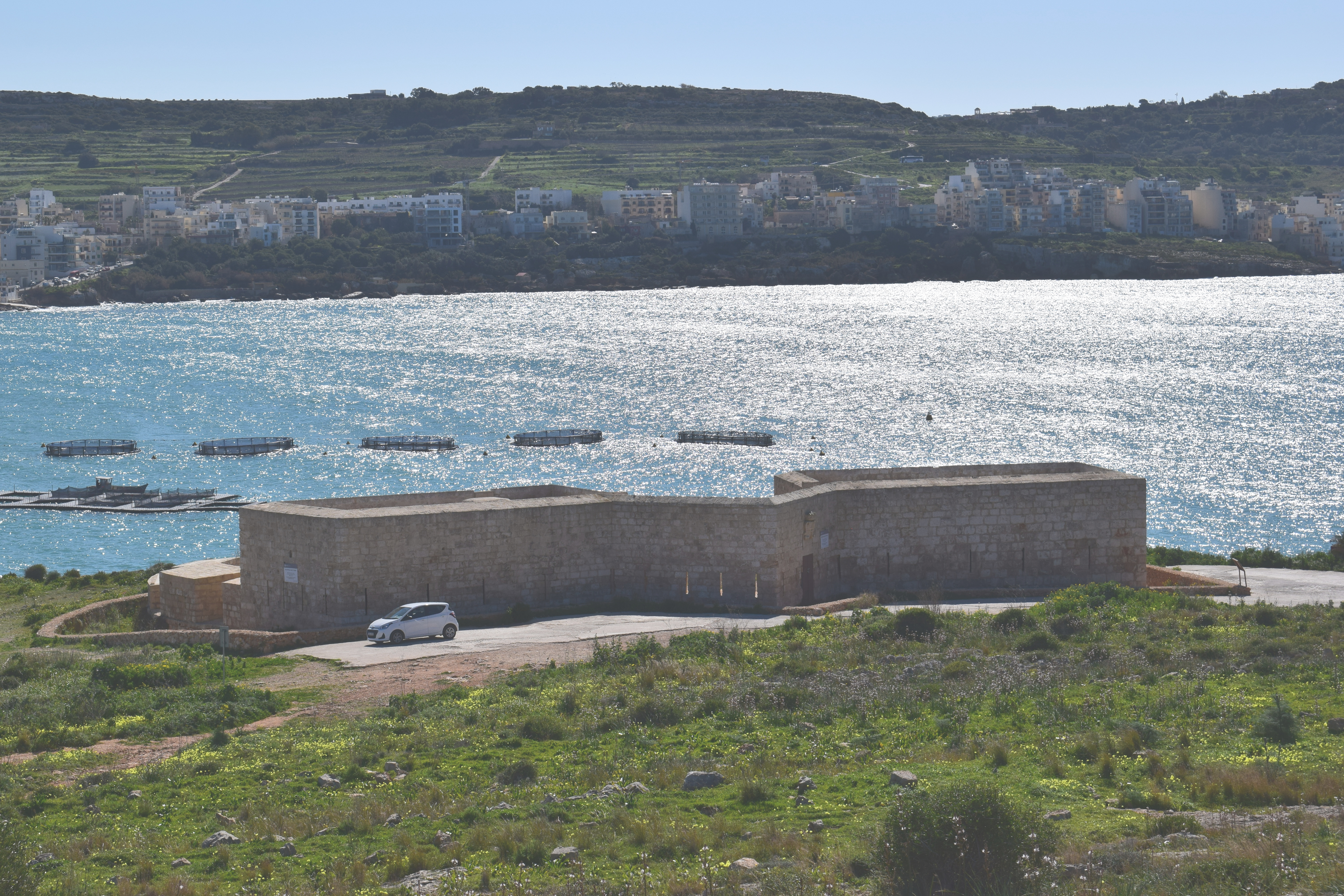
Die Mistra Battery vor dem Hintergrund der St Paul’s Bay

Die aus Kalkstein-Mauerwerk gebaute Batterie besteht aus einer halbkreisförmigen, seeseitig ausgerichteten Plattform für die Kanonen sowie Wohn- und Lagerhäusern im rückwärtigen Teil. Zur Landseite ist die Stellung durch die Wände der beiden Blockhäuser sowie eine V-förmige Bastion (Redan) vollständig geschützt. Letztere gab den Verteidigern die Möglichkeit, den Raum unmittelbar vor den Wänden, den sie nicht direkt einsehen konnten, seitlich aus Schießscharten, die sich sowohl im Redan als auch in den Wänden der Blockhäuser befinden, mit Musketen zu bestreichen. Der Redan besitzt einen Wehrgang, der es den Verteidigern ermöglichte, vom Dach des einen Blockhauses auf das des anderen zu wechseln. Die Geschützplattform ist von einer Brustwehr umgeben, die im nordöstlichen Teil Zinnen mit drei Fenstern für die 24-Pfünder aufweist. Vor der Brustwehr befindet sich ein in den felsigen Untergrund geschnittener Graben. Betreten wird die Batterie durch eine schmale Tür im Redan, die früher mit einer Zugbrücke versehen war. Über der Tür sind die Wappen des Großmeisters Pinto de Fonseca und des Bailli de Montagnac angebracht.

## Restaurierung und Rekonstruktion
Im Jahr 2013 beauftragte die Malta Environment and Planning Authority die Fondazzjoni Wirt Artna mit der originalgetreuen Rekonstruktion der Mistra Battery. Zuvor hatte die unter Denkmalschutz stehende historische Befestigungsanlage einer Fischfarm der Pisciculture Marine de Malte Ltd. als Lager gedient, die das Objekt nach 46 Jahren Pacht renoviert an den Staat zurückgab. Wirt Artna befreite den Steinboden der Geschützplattform von einer 15 cm dicken Betonschicht, stellte die Steinböden in den Blockhäusern wieder her, komplettierte die partiell nicht mehr vorhandene Brustwehr, baute die zu Fenstern erweiterten Schießscharten zurück, hob den Graben wieder aus und stellte die Zinnen an der Brustwehr wieder her. Dabei wurden ausschließlich traditionelle Materialien und Techniken verwendet. Die Kosten beliefen sich in den ersten 18 Monaten der Restaurierung auf fast 300.000 €. Wirt Artna begann 2014 oder 2015 einen Spendenaufruf, um für 50.000 € neun Kanonen zur Aufstellung auf der Geschützplattform nachgießen lassen zu können.
Bis 2019 wurde die rekonstruierte Mistra Battery nicht für das breite Publikum geöffnet. Auf Anfrage bei Wirt Artna kann sie aber besichtigt oder gemietet werden.